# Erik Drakenberg
Erik Drakenberg, född 27 maj 1898 i Hedvig Eleonora församling i Stockholm, död 25 juni 1976 i Djursholm, var en svensk militär.

## Biografi
Drakenberg avlade studentexamen 1916 och blev därefter officersaspirant vid Svea livgarde. Han utbildades vid Militärförvaltningsskolan 1923–1924 och vidareutbildades vid Krigshögskolan 1930–1931 och Infanteriets skjutskola 1931. Han blev kapten 1933 och var lärare vid Krigsskolan på Karlberg 1933–1937. Drakenberg tjänstgjorde som kulsprutekompanichef 1937 vid Svea livgarde och 1938–1940 tjänstgjorde han vid Arméstaben. Han befordrades till major 1940 och tjänstgjorde som regementsstabschef 1940–1943 vid Norrbottens regemente. Han blev överstelöjtnant 1942 och återvände till Svea livgarde 1943. Han var chef för Infanteriets officersaspirantskola med placering vid arméstaben 1943–1948. Han befordrades till överste 1948 och tillträdde samtidigt som försvarsområdesbefälhavare för Malmö försvarsområde. Åren 1951–1958 var han chef för Dalregementet. Efter sin pensionering 1959 utnämndes han till kammarherre och tjänstgjorde hos prinsessan Sibylla som chef för hennes hovstat 1959–1964.
Drakenberg var son till civilingenjör Jean Drakenberg i adelsätten Drakenberg och hustru Mabel Ferguson. Han ingick äktenskap med grevinnan Anna Hamilton (släkten Hamilton) 1928. De är begravna på Norra begravningsplatsen utanför Stockholm.

## Utmärkelser (i urval)
- Riddare av Svärdsorden, 1939[6]
- Kommendör av Svärdsorden, 1952[7]
- Kommendör av första klassen av Svärdsorden, 1956
- Riddare av Nordstjärneorden, 1939
- Kommendör av andra graden av Danska Dannebrogsorden, 1947
- Kommendör av Hohenzollernska husorden, 1962
- Riddare av Lettiska Tre Stjärnors Orden, 1928
- Storofficer av Iranska Kronorden, 1964